# Internationale Universität Afrikas

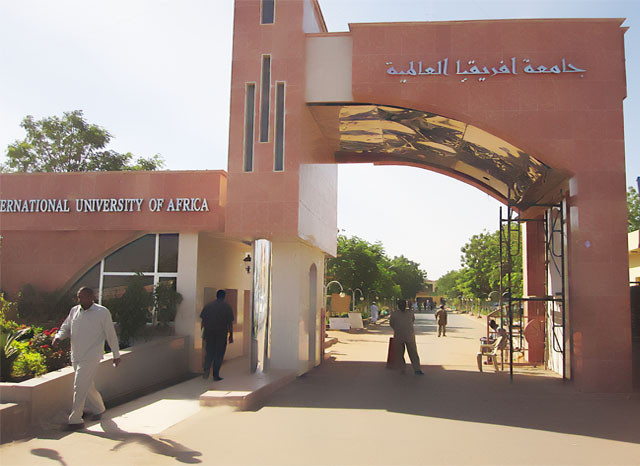
Haupttor der Universität

Die Internationale Universität von Afrika (arabisch جامعة إفريقيا العالمية, DMG Ǧāmiʿat Ifrīqiyā al-ʿālamīya; englisch International University of Africa) ist eine 1992 gegründete islamische Hochschule in Khartum, der Hauptstadt der Republik Sudan. Sie hat Fakultäten für Erziehung und Geisteswissenschaften, Scharia- und Islamstudien und für theoretische und angewandte Wissenschaften.

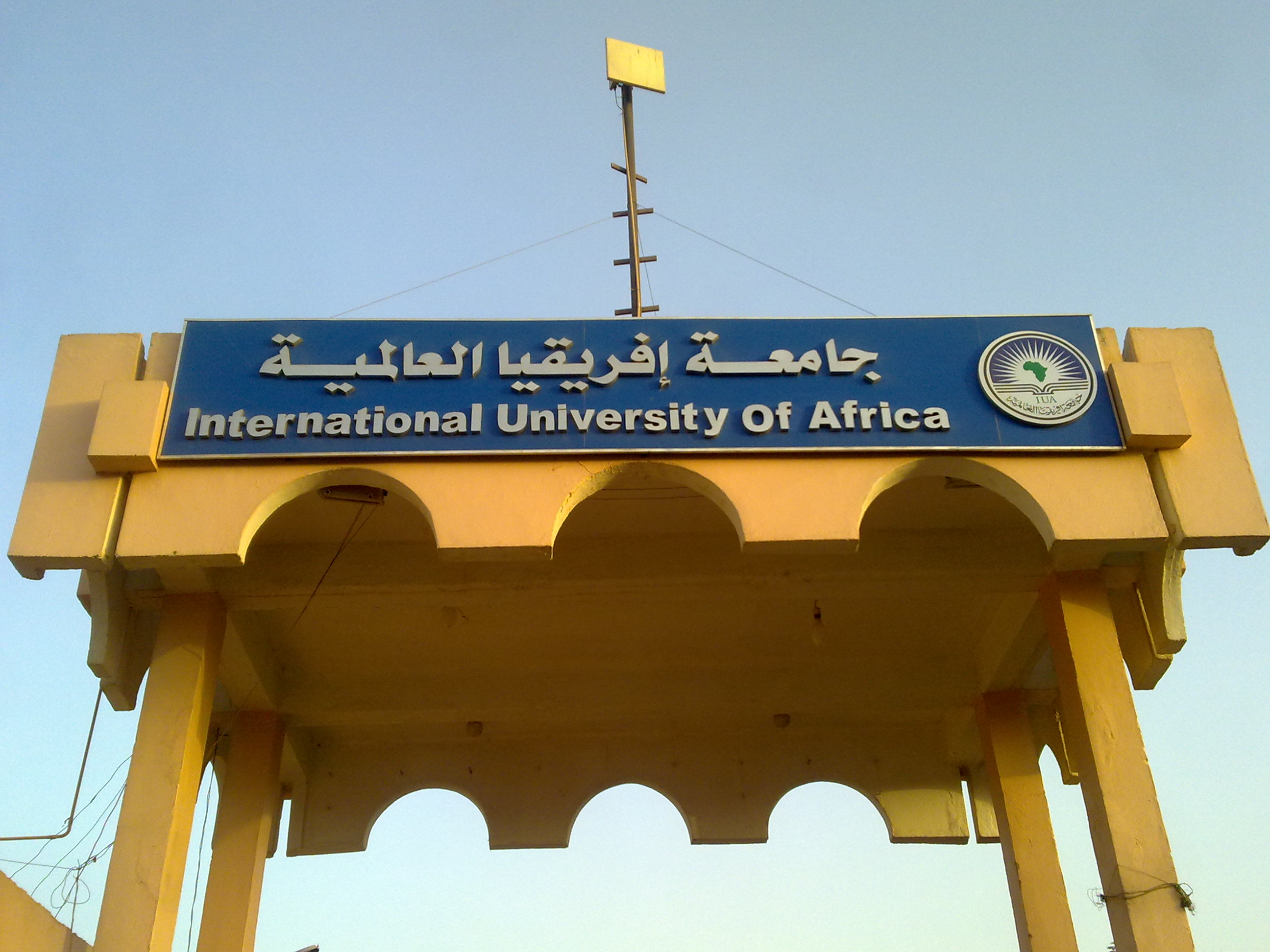
Logo am Eingang

## Geschichte
Die Internationale Universität von Afrika geht auf das Islamisch-Afrikanische Zentrum (المركز الإسلامي الإفريقي al-Markaz al-islāmī al-ifrīqī; Islamic African Center; Centre islamique africain) zurück, das im November 1966 durch ein Dekret der sudanesischen Regierung gegründet wurde. Als öffentliche Erziehungseinrichtung, die dem Erziehungsministerium unterstand, sollte es jungen Afrikanern aus verschiedenen Ländern eine Ausbildung in arabischen und islamischen Studien offerieren. Ziel der Einrichtung sollte nach den Worten ihres ersten Direktors, des sudanesischen Muftis Awad Allah Salih außerdem sein,

„lutter contre la rancune et la haine des Arabes et de l'islam que la colonisation européene a implantées dans le coeur des Africains (dt.: gegen die Ranküne und den Hass auf Araber und Islam zu kämpfen, den europäischer Kolonialismus in die Herzen der Afrikaner eingepflanzt hat.)“

Eröffnet wurde das Zentrum 1967 in Omdurman in einem Gebäude, das die Ansār as-Sunna, die Anhänger der sudanesisch-wahhabitischen Bewegung, angemietet hatten.
Nach dem Militärputsch von General Dschafar Numeiri im Mai 1969 wurde das Zentrum geschlossen und sein Vermögen konfisziert. Im Zuge seiner ideologischen Neuausrichtung weg von einem arabischen Nationalismus hin zu einem islamischen Selbstverständnis beschloss das Regime 1971, das Zentrum wiederzueröffnen. Dieses Mal wurde es aber der Kontrolle des Ministeriums für religiöse Angelegenheiten und Stiftungen unterstellt. Durch eine neue Satzung, die von dem Ministerium ausgearbeitet und im März 1972 durch den Ministerrat gebilligt wurde, wurde das Zentrum noch stärker auf islamische Mission ausgerichtet.
1973 gewann Muhammad Ahmad Yagi, Unterstaatssekretär im Ministerium für religiöse Angelegenheiten, für das Zentrum ein neues Grundstück, das zehn Kilometer südlich von Khartum lag. Die Ferne des Grundstücks von der Hauptstadt wurde als Vorteil betrachtet, weil auf diese Weise gesichert werden sollte, dass die Studierenden den Versuchungen des städtischen Lebens nicht zu sehr ausgesetzt waren. 1977 wurde das Zentrum auf diesem Gelände wiedereröffnet und nahm seine ersten 60 afrikanischen Studierenden auf, die aus Tansania, Kenia, Uganda und dem Sudan stammten.
Entsprechend den Statuten, die 1983 in einer dreisprachigen Broschüre veröffentlicht wurden, war das islamisch-afrikanische Zentrum eine „unabhängige islamische Stiftung“ mit Sitz in Khartum, die von sieben arabischen Ländern (Saudi-Arabien 25 %, Kuwait 15 %, Qatar 15 %, Vereinigte Arabische Emirate 15 %, Ägypten 10 %, Marokko 10 % und Sudan 10 %) unterhalten und einem Kuratorium unterstellt wurde, dem Repräsentanten der sieben Geberländer angehörten. 1986/87 bestand das Zentrum aus vier Abteilungen: (1) der Abteilung für Lehre, die bereits seit 1977 existierte; (2) der 1980 gegründeten Abteilung für Daʿwa; (3) der Abteilung für Forschung und Publikation, einer 1982 gegründeten Serviceeinrichtung und (4) der neu eingerichteten Abteilung für soziale Dienste, die für Hilfeleistungen vor allem im Bereich des Gesundheitswesens an islamische Zentren in Subsahara-Afrika zuständig war. Innerhalb der Abteilung für Lehre wurde schon 1981 eine Unterabteilung für Technik geschaffen, in der auch praktische berufliche Fertigkeiten und Kenntnisse vermittelt wurden. Nach einem Faltblatt aus dem Jahre 1987 studierten zu dieser Zeit an dem Zentrum 780 Studierende.
Zwar setzten Saudi-Arabien und die Golf-Staaten, die zusammengenommen 70 Prozent der Mittel des Zentrums aufbrachten, 1991 aufgrund der sudanesischen Haltung während des Zweiten Golfkrieges ihre Zahlungen aus, doch erhob 1992 die Militärregierung unter Oberst Umar al-Baschir das Institut in den Rang einer staatlichen Universität. Obwohl das Wort islamisch aus ihrem Namen entfernt wurde, bildet die Islamwissenschaft einen wichtigen Teil ihrer Studienordnung.
Die Universität war seit ihrer Gründung aktiv in islamischer Hochschulbildung von Studenten, die aus Ländern südlich der Sahara stammen. Bei der Vergabe von Stipendien konkurrierte sie der Bundeszentrale für politische Bildung zufolge mit der ägyptischen al-Azhar-Universität, mit libyschen Einrichtungen, der Islamischen Universität von Medina sowie internationalen islamischen Organisationen. Sie ist Mitglied der Federation of the Universities of the Islamic World (Vereinigung der Universitäten der islamischen Welt).
Im November 2020 wurde Hunud Abia Kadouf, ein international renommierter Rechtswissenschaftler, als neuer Vizekanzler und damit de facto zum Leiter der Universität ernannt.